# Liste der Mitglieder des Senats im 15. Kongress der Vereinigten Staaten
Die Senatoren im 15. Kongress der Vereinigten Staaten wurden zu einem Drittel 1816 und 1817 neu gewählt. Vor der Verabschiedung des 17. Zusatzartikels 1913 wurde der Senat nicht direkt gewählt, sondern die Senatoren wurden von den Parlamenten der Bundesstaaten bestimmt. Jeder Staat wählt zwei Senatoren, die unterschiedlichen Klassen angehören. Die Amtszeit beträgt sechs Jahre, alle zwei Jahre wird für die Sitze einer der drei Klassen gewählt. Zwei Drittel des Senats bestehen daher aus Senatoren, deren Amtszeit noch andauert.
Die Amtszeit des 15. Kongresses ging vom 4. März 1817 bis zum 3. März 1819, seine erste Tagungsperiode fand vom 1. Dezember 1817 bis zum 20. April 1818 in Washington, D.C. statt, die zweite Periode vom 16. November 1818 bis zum 3. März 1819. Vorher fand bereits vom 4. bis zum 6. März 1817 eine Sondersitzung statt.

## Zusammensetzung und Veränderungen
Im 14. Kongress saßen am Ende seiner Amtszeit 25 Republikaner (heute meist Demokratisch-Republikanische Partei genannt) und 13 Föderalisten. Bei der Wahl gingen jeweils zwei Sitze von den Republikanern an die Föderalisten und umgekehrt, so dass sich die Mehrheitsverhältnisse zunächst nicht änderten. Durch eine Nachwahl in New Hampshire verschob sich dies schon vor der ersten Sitzungsperiode auf 26 zu 12. Nach der Aufnahme von Mississippi als 20. und Illinois als 21. Staat in die Union, wo vier Republikaner gewählt wurden, bauten diese ihre Mehrheit auf 30 zu 12 aus. Da zwei republikanische Senatoren kurz vor Ende des Kongresses zurücktraten, ohne dass bereits Nachfolger gewählt wurden, fiel die Mehrheit am Ende des 15. Kongresses auf 28 zu 12, zwei Sitze waren vakant.

## Spezielle Funktionen
Nach der Verfassung der Vereinigten Staaten ist der Vizepräsident der Vorsitzende des Senats, ohne ihm selbst anzugehören. Bei Stimmengleichheit gibt seine Stimme den Ausschlag. Während des 15. Kongresses war Daniel D. Tompkins Vizepräsident. Im Gegensatz zur heutigen Praxis leitete der Vizepräsident bis ins späte 19. Jahrhundert tatsächlich die Senatssitzungen. Ein Senator wurde zum Präsidenten pro tempore gewählt, der bei Abwesenheit des Vizepräsidenten den Vorsitz übernahm. Am 4. März 1817 war weiter der vom 14. Kongress gewählte John Gaillard Präsident pro tempore, er übte das Amt auch vom 6. März 1817 bis zum 18. Februar 1818 sowie vom 31. März 1818 bis zum 5. Januar 1819 aus. Vom 15. Februar 1819 bis zum Ende des Kongresses am 3. März 1819 sowie im 16. Kongress bis zum 5. Dezember 1819 war James Barbour Präsident pro tempore.

## Liste der Senatoren
Unter Partei ist vermerkt, ob ein Senator der Föderalistischen Partei oder der Republikanischen Partei zugerechnet wird, unter Staat sind die Listen der Senatoren des jeweiligen Staats verlinkt. Die reguläre Amtszeit richtet sich nach der Senatsklasse: Senatoren der Klasse I waren bis zum 3. März 1821 gewählt, die der Klasse II bis zum 3. März 1823 und die der Klasse III bis zum 3. März 1819. Das Datum gibt an, wann der entsprechende Senator in den Senat aufgenommen wurde, eventuelle frühere Amtszeiten nicht berücksichtigt. Unter Sen. steht die fortlaufende Nummer der Senatoren in chronologischer Ordnung, je niedriger diese ist, umso größer ist in der Regel die Seniorität des Senators. Die Tabelle ist mit den Pfeiltasten sortierbar.
| Senator                   | Partei       | Staat          | Klasse | Datum         | Sen. | Anmerkung                                                        |
| ------------------------- | ------------ | -------------- | ------ | ------------- | ---- | ---------------------------------------------------------------- |
| Samuel W. Dana            | Föderalist   | Connecticut    | I      | 10. Mai 1810  | 157  |                                                                  |
| David Daggett             | Föderalist   | Connecticut    | III    | 13. Mai 1813  | 176  |                                                                  |
| Outerbridge Horsey        | Föderalist   | Delaware       | I      | 12. Jan. 1810 | 156  |                                                                  |
| Nicholas Van Dyke         | Föderalist   | Delaware       | II     | 4. März 1817  | 211  |                                                                  |
| George Troup              | Republikaner | Georgia        | II     | 13. Nov. 1816 | 197  | trat am 23. September 1818 zurück                                |
| John Forsyth              | Republikaner | Georgia        | II     | 23. Nov. 1818 | 220  | gewählt als Nachfolger von Troup trat am 17. Februar 1819 zurück |
| Charles Tait              | Republikaner | Georgia        | III    | 27. Nov. 1809 | 154  |                                                                  |
| Jesse B. Thomas           | Republikaner | Illinois       | II     | 3. Dez. 1818  | 221  |                                                                  |
| Ninian Edwards            | Republikaner | Illinois       | III    | 3. Dez. 1818  | 222  |                                                                  |
| James Noble               | Republikaner | Indiana        | I      | 11. Dez. 1816 | 201  |                                                                  |
| Waller Taylor             | Republikaner | Indiana        | III    | 11. Dez. 1816 | 202  |                                                                  |
| John J. Crittenden        | Republikaner | Kentucky       | II     | 4. März 1817  | 206  | trat am 3. März 1819 zurück                                      |
| Isham Talbot              | Republikaner | Kentucky       | III    | 2. Feb. 1815  | 188  |                                                                  |
| William C. C. Claiborne   | Republikaner | Louisiana      | II     | 4. März 1817  | 205  | starb am 23. November 1817                                       |
| Henry Johnson             | Republikaner | Louisiana      | II     | 12. Jan. 1818 | 216  | gewählt als Nachfolger von Claiborne                             |
| Eligius Fromentin         | Republikaner | Louisiana      | III    | 4. März 1813  | 171  |                                                                  |
| Alexander Contee Hanson   | Föderalist   | Maryland       | I      | 20. Dez. 1816 | 203  |                                                                  |
| Robert Henry Goldsborough | Föderalist   | Maryland       | III    | 21. Mai 1813  | 177  |                                                                  |
| Eli P. Ashmun             | Föderalist   | Massachusetts  | I      | 12. Juni 1816 | 196  | trat am 10. Mai 1818 zurück                                      |
| Prentiss Mellen           | Föderalist   | Massachusetts  | I      | 5. Juni 1818  | 217  | gewählt als Nachfolger von Ashum                                 |
| Harrison G. Otis          | Föderalist   | Massachusetts  | II     | 4. März 1817  | 210  |                                                                  |
| Walter Leake              | Republikaner | Mississippi    | I      | 10. Dez. 1817 | 214  |                                                                  |
| Thomas Hill Williams      | Republikaner | Mississippi    | II     | 10. Dez. 1817 | 215  |                                                                  |
| David L. Morril           | Republikaner | New Hampshire  | II     | 4. März 1817  | 209  |                                                                  |
| Jeremiah Mason            | Föderalist   | New Hampshire  | III    | 10. Juni 1813 | 178  | trat am 16. Juni 1817 zurück                                     |
| Clement Storer            | Republikaner | New Hampshire  | III    | 27. Juni 1817 | 212  | gewählt als Nachfolger von Mason                                 |
| James J. Wilson           | Republikaner | New Jersey     | I      | 4. März 1815  | 191  |                                                                  |
| Mahlon Dickerson          | Republikaner | New Jersey     | II     | 4. März 1817  | 207  |                                                                  |
| Nathan Sanford            | Republikaner | New York       | I      | 4. März 1815  | 190  |                                                                  |
| Rufus King                | Föderalist   | New York       | III    | 4. März 1813  | 022  | früher im 1. bis 4. Kongress                                     |
| Montfort Stokes           | Republikaner | North Carolina | II     | 4. Dez. 1816  | 200  |                                                                  |
| Nathaniel Macon           | Republikaner | North Carolina | III    | 5. Dez. 1815  | 193  |                                                                  |
| Benjamin Ruggles          | Republikaner | Ohio           | I      | 4. März 1815  | 189  |                                                                  |
| Jeremiah Morrow           | Republikaner | Ohio           | III    | 4. März 1813  | 173  |                                                                  |
| Jonathan Roberts          | Republikaner | Pennsylvania   | I      | 24. Feb. 1814 | 181  |                                                                  |
| Abner Lacock              | Republikaner | Pennsylvania   | III    | 4. März 1813  | 172  |                                                                  |
| William Hunter            | Föderalist   | Rhode Island   | I      | 28. Okt. 1811 | 164  |                                                                  |
| James Burrill             | Föderalist   | Rhode Island   | II     | 4. März 1817  | 204  |                                                                  |
| William Smith             | Republikaner | South Carolina | II     | 4. Dez. 1816  | 199  |                                                                  |
| John Gaillard             | Republikaner | South Carolina | III    | 6. Dez. 1804  | 125  | Präsident pro tempore                                            |
| George W. Campbell        | Republikaner | Tennessee      | I      | 10. Okt. 1815 | 163  | früher im 12. und 13. Kongress trat am 20. April 1818 zurück     |
| John Henry Eaton          | Republikaner | Tennessee      | I      | 5. Sep. 1818  | 218  | ernannt als Nachfolger von Campbell                              |
| John Williams             | Republikaner | Tennessee      | II     | 10. Okt. 1815 | 192  |                                                                  |
| Isaac Tichenor            | Föderalist   | Vermont        | I      | 4. März 1815  | 065  | früher im 4. und 5. Kongress                                     |
| Dudley Chase              | Republikaner | Vermont        | III    | 4. März 1813  | 170  | trat am 3. November 1817 zurück                                  |
| James Fisk                | Republikaner | Vermont        | III    | 4. Nov. 1817  | 213  | gewählt als Nachfolger von Chase trat am 8. Januar 1818 zurück   |
| William A. Palmer         | Republikaner | Vermont        | III    | 20. Okt. 1818 | 219  | gewählt als Nachfolger von Fisk                                  |
| James Barbour             | Republikaner | Virginia       | I      | 2. Jan. 1815  | 186  | Präsident pro tempore                                            |
| John Wayles Eppes         | Republikaner | Virginia       | II     | 4. März 1817  | 208  |                                                                  |

- Republikaner bezeichnet Angehörige der heute meist als Demokratisch-Republikanische Partei oder Jeffersonian Republicans bezeichneten Partei.[2]